# Örondammsnäcka
Örondammsnäcka (Radix auricularia) är en snäckart som först beskrevs av Carl von Linné 1758.  Örondammsnäcka ingår i släktet Radix och familjen dammsnäckor. IUCN kategoriserar arten globalt som livskraftig. Arten är reproducerande i Sverige. Inga underarter finns listade i Catalogue of Life.

## Bildgalleri

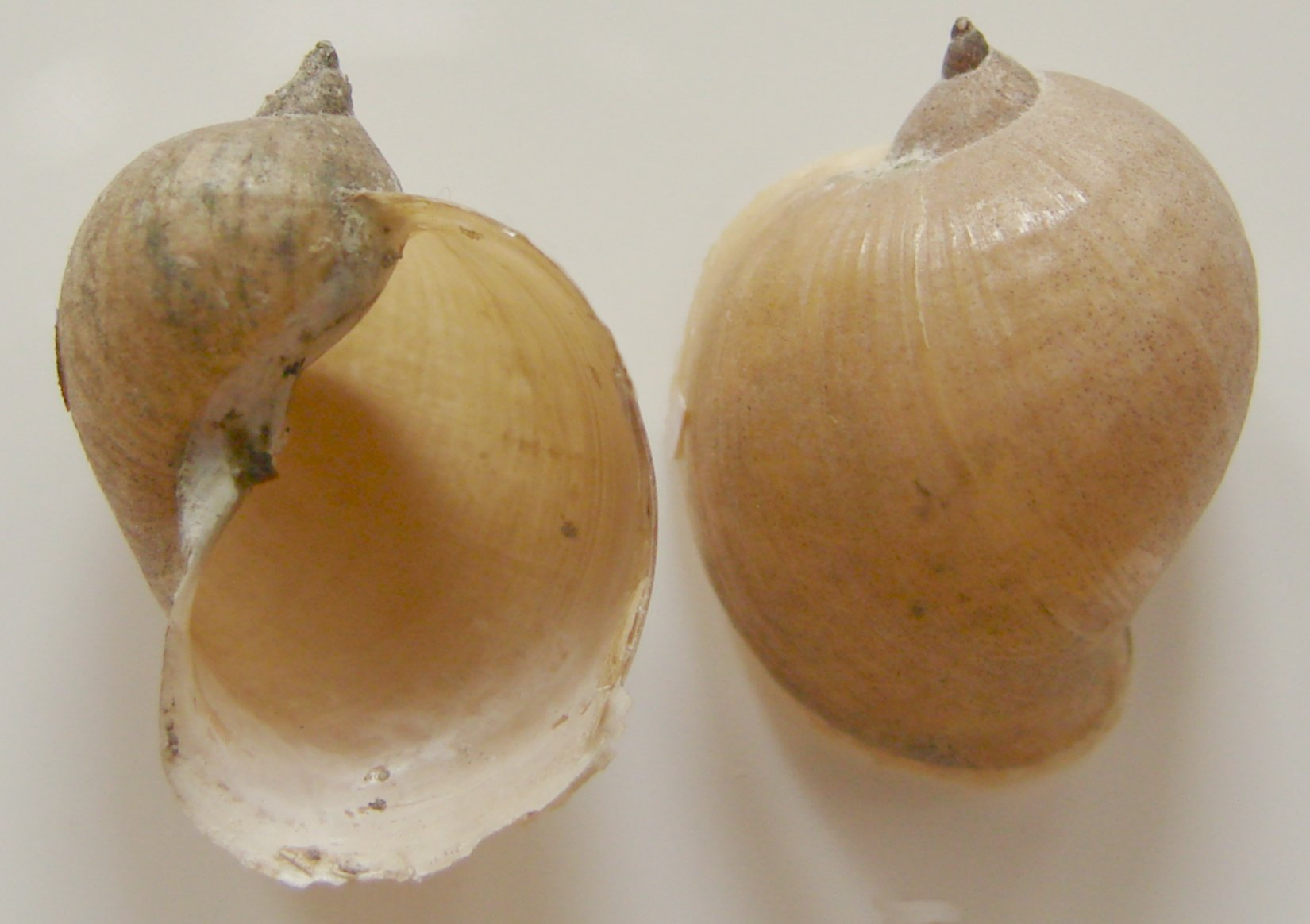
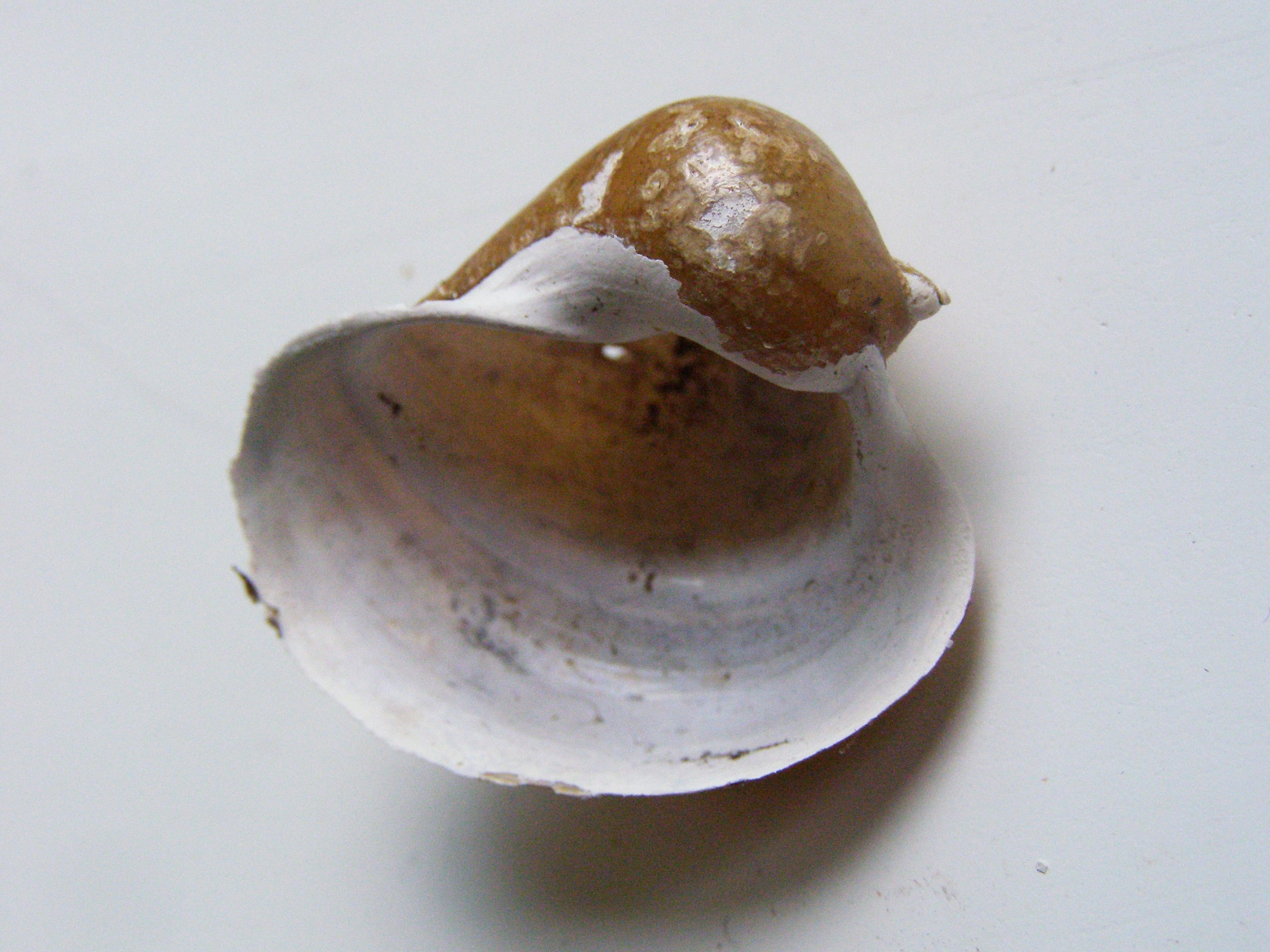
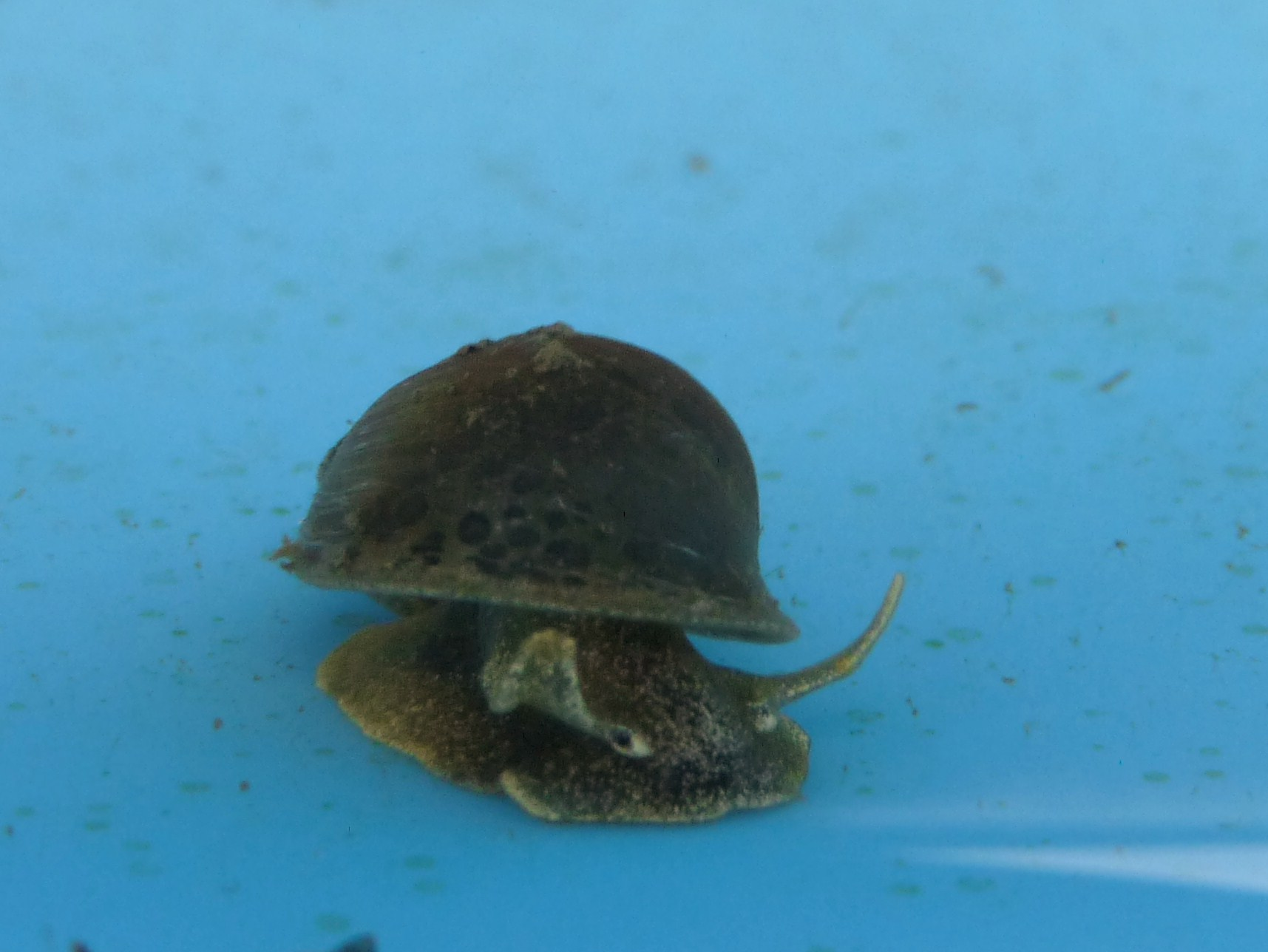
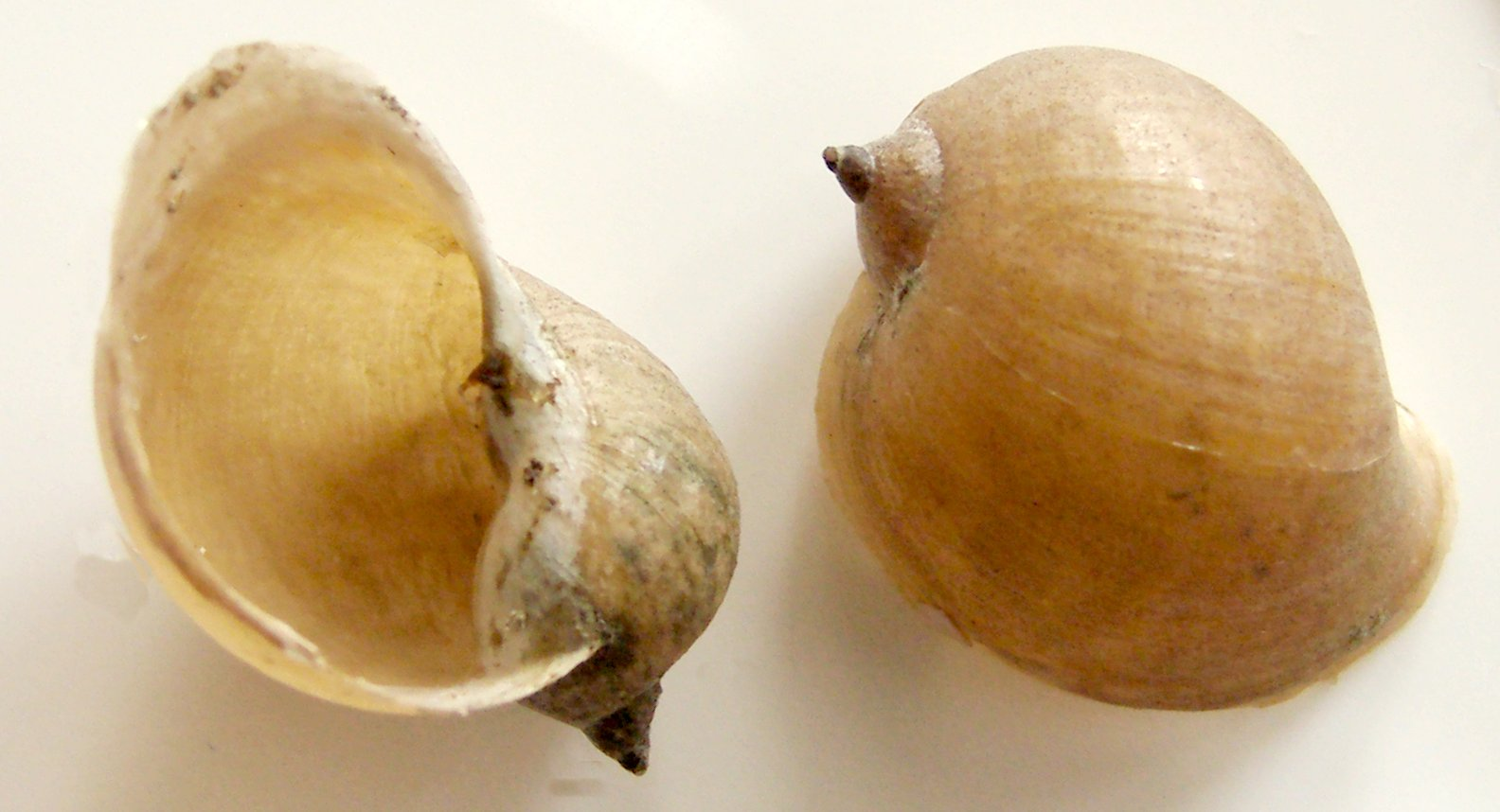